# HMS Hawke (1891)
El HMS Hawke fue un crucero protegido británico, el sexto perteneciente a la clase "Edgar". Fue botado al mar el día 11 de marzo de 1891.

## Servicio
En 1897-1898 el HMS Hawke, bajo el mando del capitán Sir Richard Poore, estuvo en acción en el Mediterráneo en las operaciones que llevaron a la pacificación de Creta y el nombramiento del príncipe Jorge de Grecia como Alto Comisionado bajo la soberanía del sultán de Turquía. En un punto, fue usado como transporte de una fuerza militar griega a la bahía de Platania y transportándolos de vuelta a Grecia.

### Colisión con el RMS Olympic

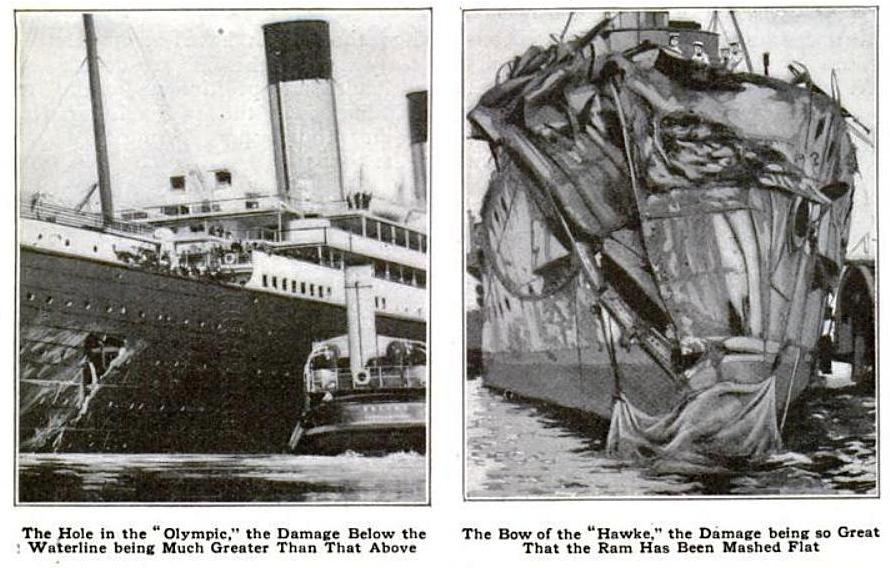
Colisión con el RMS Olympic: se puede ver la gravedad de los daños provocados al Olympic en la sección de popa (izquierda). El HMS Hawke perdió casi por completo su proa tras la colisión con el RMS Olympic.

El 20 de septiembre de 1911 el Hawke, bajo el mando del comandante W.F. Blunt, colisionó en el Solent con el transatlántico Olympic de la naviera White Star Line. En el curso de la colisión el Hawke perdió su proa. En el juicio subsiguiente el Hawke quedó libre de cualquier culpa. Durante el juicio, una teoría avanzó que la gran cantidad de agua desplazada por el Olympic había generado una succión que desplazó al Hawke fuera de su curso.

### Hundimiento
Al inicio de la Primera Guerra Mundial, en 1914, comandado por el capitán Hugh P.E.T. Williams, participó en varias operaciones en el mar del Norte. El 15 de octubre de ese año, el HMS Hawke fue torpedeado por el submarino alemán SM U-9 (que anteriormente había protagonizado la "Acción del 22 de septiembre de 1914" hundiendo 3 cruceros británicos en una hora). El HMS Hawke rápidamente volcó y se hundió en pocos minutos, provocando la pérdida de su capitán, 26 oficiales y 500 hombres (solo 4 oficiales y 60 hombres se pudieron salvar).